# Per Friberg

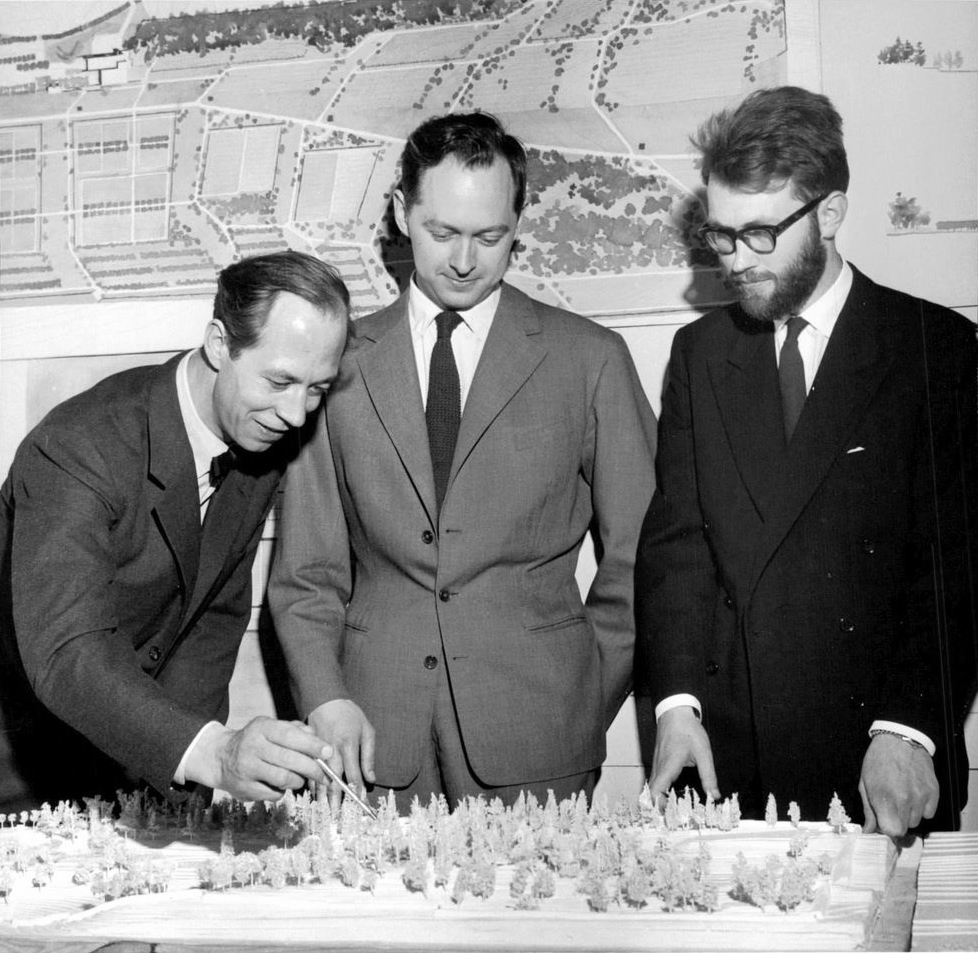
Per Friberg förevisar en modell för kollegorna Stig Forsberg och Stig Jacobson på Konstakademien.

Per-Åke Anders Johan Friberg, född 11 april 1920 i Helsingborgs stadsförsamling i dåvarande Malmöhus län, död 7 mars 2014 i Höllviken, var en svensk arkitekt och landskapsarkitekt.
Per Friberg startade egen arkitektverksamhet 1950 och anses vara en av landets främsta landskapsarkitekter under den senare delen av 1900-talet. Han erhöll priser i ett stort antal arkitekttävlingar.

## Biografi
Per Friberg studerade arkitektur vid Kungliga Tekniska Högskolan i Stockholm 1943–1947, på Det Kongelige Danske Kunstakademi i Köpenhamn 1947–1950, Kungliga Konsthögskolan i Stockholm 1957–1958, Master of Landscape Architecture, Harvard University, 1962–1963. Han var professor i landskapsarkitektur på SLU (Sveriges lantbruksuniversitet) i Alnarp 1964–1985 samt gästprofessor vid Harvard och Berkeley i USA 1981–1982.
Han specialiserade sig på begravningsplatser och utformade många sådana runt om i Sverige. Han utformade också enfamiljshus, privata trädgårdar och utemiljön i bostadsområden, särskilt i Malmö.
Per Fribergs arbete karaktäriserades av hans uppfattning att en park eller trädgård varken är natur eller arkitektur utan konst skapad av människan med naturens material. Hans landskapsarkitektur kombinerar en fri och minimalistisk modernistisk ansats med ett klassiskt anslag. 
Han var son till handelsträdgårdsmästaren Johan Friberg och Emilia Bergström. Han gifte sig 1953 med konstväverskan Jördis von Platen (1929–2016), dotter till ingenjören Hubert von Platen och Ellen Holmström. De fick fyra barn: Ursula Friberg (född 1959),  Per Fredrik von Platen (född 1961), Henrik von Platen och Karolin Friberg.
Per Friberg är begravd vid Krematoriet i Helsingborg.

## Verk i urval

### 1950
- Malmö:		Blekingsborg (utemiljö), 1957
- Höganäs:		Villa Holsby, Brunnby 1959, 1972
- Kristianstad		Rödaleds begravningsplats 1958

### 1960
- Örebro: 		Takträdgård, Krämaren 1961

### 1970
- Jakobsberg, Järfälla kommun:		Kapell och begravningsplats, Görvälns griftegård 1977
- Karlskrona:		Kapell och begravningsplats, Augerum 1973–80
- Barsebäck: Barsebäck kärnkraftverk Expo, 1972

### 1990
- Stockholms skärgård:	Sommarhus Sjögren, Fåglarö[särskiljning behövs] 1993

### 2000
- Gryts skärgård:	Sommarhus Tullnären, Bokö 2003